# Harpalus fulgens
Harpalus fulgens är en skalbaggsart som beskrevs av Csiki. Harpalus fulgens ingår i släktet Harpalus och familjen jordlöpare. Inga underarter finns listade i Catalogue of Life.